# Calamagrostis pittieri
Calamagrostis pittieri är en gräsart som beskrevs av Eduard Hackel. Calamagrostis pittieri ingår i släktet rör, och familjen gräs. Inga underarter finns listade i Catalogue of Life.